# Philodice (fåglar)
Philodice är ett släkte med fåglar i familjen kolibrier inom ordningen seglarfåglar. Det omfattar två arter som förekommer från Costa Rica till västra Ecuador:
- Magentaskogsjuvel (P. bryantae)
- Purpurstrupig skogsjuvel (P. mitchellii)

Arterna placerades tidigare i släktet Calliphlox. Genetiska studier visar dock att arterna i släktet inte står varandra närmast, och Calliphlox har därför delats upp i flera, mindre släkten. 